# Kirsten Suhr-Hansen
Kirsten Suhr-Hansen fue una deportista danesa que compitió en esgrima, especialista en la modalidad de florete. Ganó una medalla de oro en el Campeonato Mundial de Esgrima de 1948 en la prueba por equipos.

## Palmarés internacional
| Campeonato Mundial | Campeonato Mundial     | Campeonato Mundial | Campeonato Mundial  |
| Año                | Lugar                  | Medalla            | Prueba              |
| ------------------ | ---------------------- | ------------------ | ------------------- |
| 1948               | La Haya (Países Bajos) | Medalla de oro     | Florete por equipos |